# The Platinum Collection (musikalbum av David Bowie)
The Platinum Collection är ett samlingsalbum av David Bowie som består av skivorna The Best of David Bowie 1969/1974, The Best of David Bowie 1974/1979 och The Best of David Bowie 1980/1987. Det släpptes den 7 november 2005.

## Låtlista
Alla låtar är skrivna av David Bowie om inget annat namn anges.

### Skiva 1 (1969–1974)
1. "The Jean Genie" - 4:08
2. "Space Oddity" - 5:15
3. "Starman" - 4:18
4. "Ziggy Stardust" - 3:16
5. "John, I'm Only Dancing" - 2:42
6. "Rebel Rebel" - 4:30
7. "Let's Spend the Night Together" (Mick Jagger/Keith Richards) - 3:07
8. "Suffragette City" - 3:27
9. "Oh! You Pretty Things" - 3:14
10. "Velvet Goldmine" - 3:11
11. "Drive-In Saturday" - 4:29
12. "Diamond Dogs" - 6:05
13. "Changes" - 3:34
14. "Sorrow" (Bob Feldman/Jerry Goldstein/Richard Gotther) - 2:55
15. "The Prettiest Star" - 3:14
16. "Life on Mars?" - 3:52
17. "Aladdin Sane (1913-1938-197?)" - 5:10
18. "The Man Who Sold the World" - 3:56
19. "Rock 'n' Roll Suicide" - 3:00
20. "All the Young Dudes" - 4:11

### Skiva 2 (1974–1979)
1. "Sound and Vision" - 3:02
2. "Golden Years" - 3:28
3. "Fame" (David Bowie/Carlos Alomar/John Lennon) - 4:13
4. "Young Americans" - 3:12
5. "John I'm Only Dancing (Again)" - 6:59
6. "Can You Hear Me" - 5:05
7. "Wild Is the Wind" (Dimtri Tiomkin/Ned Washington) - 5:59
8. "Knock on Wood" (Steve Cropper/Eddie Floyd) - 2:58
9. "TVC 15" - 3:52
10. "1984" - 3:25
11. "It's Hard to Be a Saint in the City" (Bruce Springsteen) - 3:46
12. "Look Back in Anger" (David Bowie/Brian Eno) - 3:06
13. "The Secret Life of Arabia" (David Bowie/Brian Eno/Carlos Alomar) - 3:45
14. "DJ" (David Bowie/Brian Eno/Carlos Alomar) - 4:02
15. "Beauty and the Beast" - 3:34
16. "Breaking Glass" (David Bowie/Dennis Daves/George Murray) - 1:51
17. "Boys Keep Swinging" (David Bowie/Brian Eno) - 3:18
18. "Heroes" - 3:33

### Skiva 3 (1980–1987)
1. "Let's Dance" - 4:07
2. "Ashes to Ashes" - 3:36
3. "Under Pressure" (David Bowie/John Deacon/Brian May/Freddie Mercury/Roger Taylor) (Duett med Queen) - 4:05
4. "Fashion" - 3:26
5. "Modern Love" - 3:58
6. "China Girl" (David Bowie/Iggy Pop) - 4:17
7. "Scary Monsters (And Super Creeps)" - 3:32
8. "Up the Hill Backwards" - 3:15
9. "Alabama Song" (Kurt Weill/Bertolt Brecht) - 3:52
10. "The Drowned Girl" (Kurt Weill/Bertolt Brecht) - 2:26
11. "Cat People (Putting Out Fire)" (David Bowie/Giorgio Moroder) - 4:12
12. "This Is Not America" (David Bowie/Lyle Mays/Pat Metheny) - 3:51
13. "Loving the Alien" - 7:08
14. "Absolute Beginners" - 5:37
15. "When the Winds Blows" (David Bowie/Erdal Kizilcay) - 3:34
16. "Blue Jean" - 3:11
17. "Day-In Day-Out" - 4:11
18. "Time Will Crawl" - 4:18
19. "Underground" - 4:26